# Alone Again
Alone (Again) es un álbum de estudio del pianista estadounidense de jazz Bill Evans, lanzado en el año 1975 por el sello Fantasy como F 9542. En diciembre del mismo año, se lo grabó en los estudios de dicho sello en la ciudad Berkeley. Ha vuelto a ser publicado varias veces, como en 1994 donde figuró en un formato distinto o en 1998 como una edición japonesa.; además Helen Keane se encargó de su producción. Scott Yanow del sitio Allmusic le dio una crítica mixta, pero dijo que Evans «toca bastante bien».

## Lista de canciones
1. «The Touch of Your Lips» (Noble) – 7:07
2. «In Your Own Sweet Way» (Brubeck) – 8:59
3. «Make Someone Happy» (Comden, Green, Styne) – 7:14
4. «What Kind of Fool Am I?» (Bricusse, Newley) – 6:10
5. «People» (Styne, Merrill) – 13:37

- Fuente:[1]

## Comercial
| Año  | Lista                 | Posición |
| ---- | --------------------- | -------- |
| 1978 | Billboard Jazz Albums | 31       |